# ジョージ・シャックル
ジョージ・シャックル（G・L・S・シャックル、George Lennox Sharman Shackle、1903年7月14日 - 1992年3月3日）は、ケンブリッジ出身のイギリスの経済学者。ロンドン・スクール・オブ・エコノミクス（LSE）で学び、リヴァプール大学で教えた。「期待」と「不確実性」の問題に関心を示したほか、経済思想史を研究した。

## 略歴
- 1903年 イギリスのケンブリッジで生まれる。父親は数学教師であった。
- ケンブリッジのThe Perse Schoolへ入学するも、同時に銀行員や教師としても働く。
- 1931年 ロンドン大学を卒業して学士取得
- 1937年 ロンドン大学でPh.D.を取得する（当初、フリードリッヒ・ハイエクに指導を受けるも、後ではケインズに興味をもつ）。
- 1930年代にLSEで教鞭をとる。
- 1939年 - 1945年 第二次世界大戦のために働く。
- 1945年 - 1950年 ジェームズ・ミードのもとthe Cabinet Secretariatの経済セクションで働く。
- 1951年 LSEを去り、リヴァプール大学の経済学教授となる。
- 1955年 - 1969年 王立経済学会の評議員になる。
- 1966年 科学振興を目的とする大英学術協会のF部門長を務める。
- 1969年 退官。
- 1992年 死去。

## 研究
- 経済活動は将来の出来事についての期待に支配されるが、将来の出来事はもともと不確実なものであり、したがってほとんど予測不可能である。
- 不確実性の存在を洞察して、「驚愕関数」（surprise function）の理論を提示した。シャックルは、驚愕関数の輪郭についてのいくつかを公式化することができた。
- 1965年の著書『経済理論の体系』（“A Scheme of Economic Theory”）では、経済理論を8つ（大まかにいえば5つ）に分類している。

1. General timeless equilibrium
2. Leontief models
3. Harrod-Hicks models of systematic movement
4. Austrian capital theory
5. Marshall's time-spectrum
6. Neo-Wicksellian sequence analysis
7. Keynesian kaleido-statics
8. Non-distributive expectation

## 著作
- 『期待・投資・所得』、1938年
- 『経済学における期待』、1949年（第2版1952年）
- 『人間の行為における決定・秩序・時間』、1961年（第2版1969年）
- 『経済理論の体系』、1965年
- 『認識学と経済学』、1972年
- 『高度な理論の時代』、1967年